# Metro van Seoel
De metro van Seoel (Hangul: 수도권 전철) is een van de drukste metrosystemen ter wereld. Dagelijks maken er ongeveer 8 miljoen mensen gebruik van het net; jaarlijks zijn dat ongeveer 2,6 miljard passagiers. De totale lengte van het systeem inclusief de voorstadspoorweg is 1.218,4 kilometer, met 23 verschillende lijnen. Daarmee is het het grootste metrosysteem ter wereld. De metrolijnen 1 tot 9 van Seoel zonder de voorstadspoorweg hebben samen een lengte van 353,2 km.
De eerste lijn werd op 15 augustus 1974 geopend. Tussen de buitenwijken Wirye en Seongnam is een tramlijn in aanleg; de start is gepland voor september 2025.

## Lijnen en stations

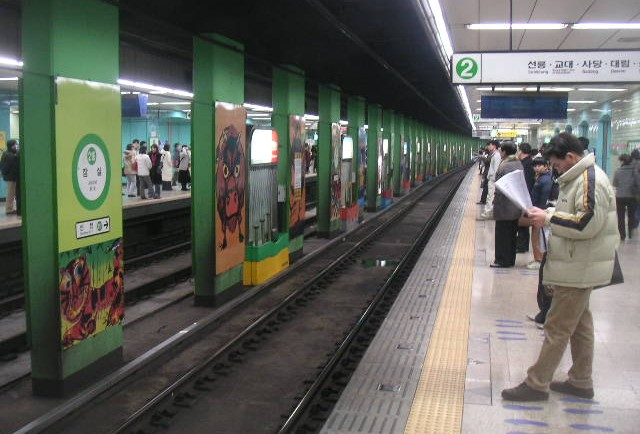
Het station Jamsil op lijn 2.

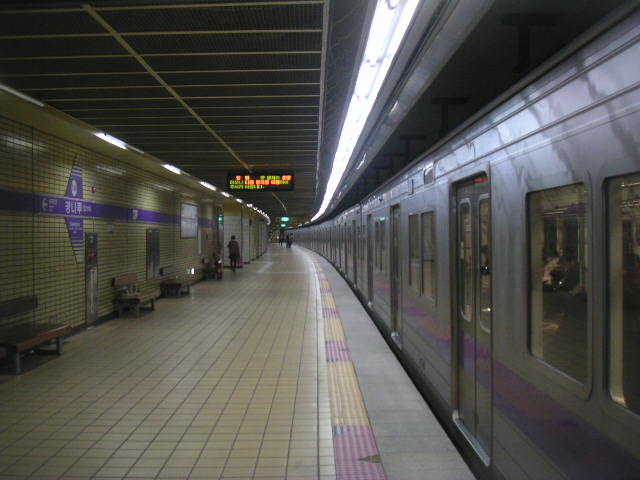
Het station Gwangnaru op lijn 5